# Petr Bláha
Petr Bláha (ur. 18 lutego 1942 w Pradze) – czeski lekkoatleta reprezentujący Czechosłowację, średniodystansowiec, medalista europejskich igrzysk halowych.
Odpadł w eliminacjach biegu na 800 metrów na mistrzostwach Europy w 1966 w Budapeszcie. Zdobył srebrny medal w sztafecie 3 × 1000 metrów (która biegła w składzie: Pavel Hruška, Pavel Pěnkava i Bláha) na europejskich igrzyskach halowych w 1967 w Pradze. Na europejskich igrzyskach halowych w 1969 w Belgradzie ponownie wywalczył srebrny medal w sztafecie 3 × 1000 metrów, która biegła w składzie: Ján Šišovský, Bláha i Pavel Pěnkava, a w biegu na 1500 metrów odpadł w eliminacjach.
Był halowym mistrzem Czechosłowacji w biegu na 1500 metrów w 1969 i w biegu na 3000 metrów w 1972. 22 czerwca 1966 ustanowił rekord Czechosłowacji w sztafecie 4 × 800 metrów wynikiem 7:19,6, który jest do tej pory rekordem Czech (sztafeta biegła w składzie: Petr Bláha, Pavel Pěnkava, Pavel Hruška i Jan Kasal).